# Gallo en chicha
Gallo en Chicha ist ein traditionelles Hühnchengericht der salvadorianischen Küche (die einen Einfluss der französischen Küche aufzeigt), sozusagen eine lokale Version von Coq au Vin.
Gallo en Chica ist ein reichhaltiger süßer Eintopf aus Stücken von Masthahn, die mit Pflaumen, Karotten, Zwiebeln, Chilischoten und Gewürzen in Chicha oder in Bier geschmort werden. Das Gericht wird zu besonderen Anlässen gegessen, einschließlich bei der traditionellen Mahlzeit, die nach der Messe an Heiligabend (Misa del Gallo, wörtlich „die Messe des Hahns“) gegessen wird. Wegen der zeitaufwendigen Zubereitung und vermutlich auch wegen der Verdauungsstörungen, die es hervorrufen kann - wird Gallo en Chicha heutzutage durch „Pan con Chumpe“ ersetzt, Brötchen mit Putenfleischscheiben und Salat mit Salsa Criolla (eine stark gewürzte Sauce).